# Helmut Fottner
Helmut Fottner (Monaco di Baviera, 24 dicembre 1927 – 1º settembre 2009) è stato un calciatore tedesco, di ruolo attaccante.

## Carriera

### Nazionale
Con la nazionale della Saar collezionò due presenze senza segnare nessuna rete.